# 克農湖
52°2′19″N 113°22′50″E / 52.03861°N 113.38056°E

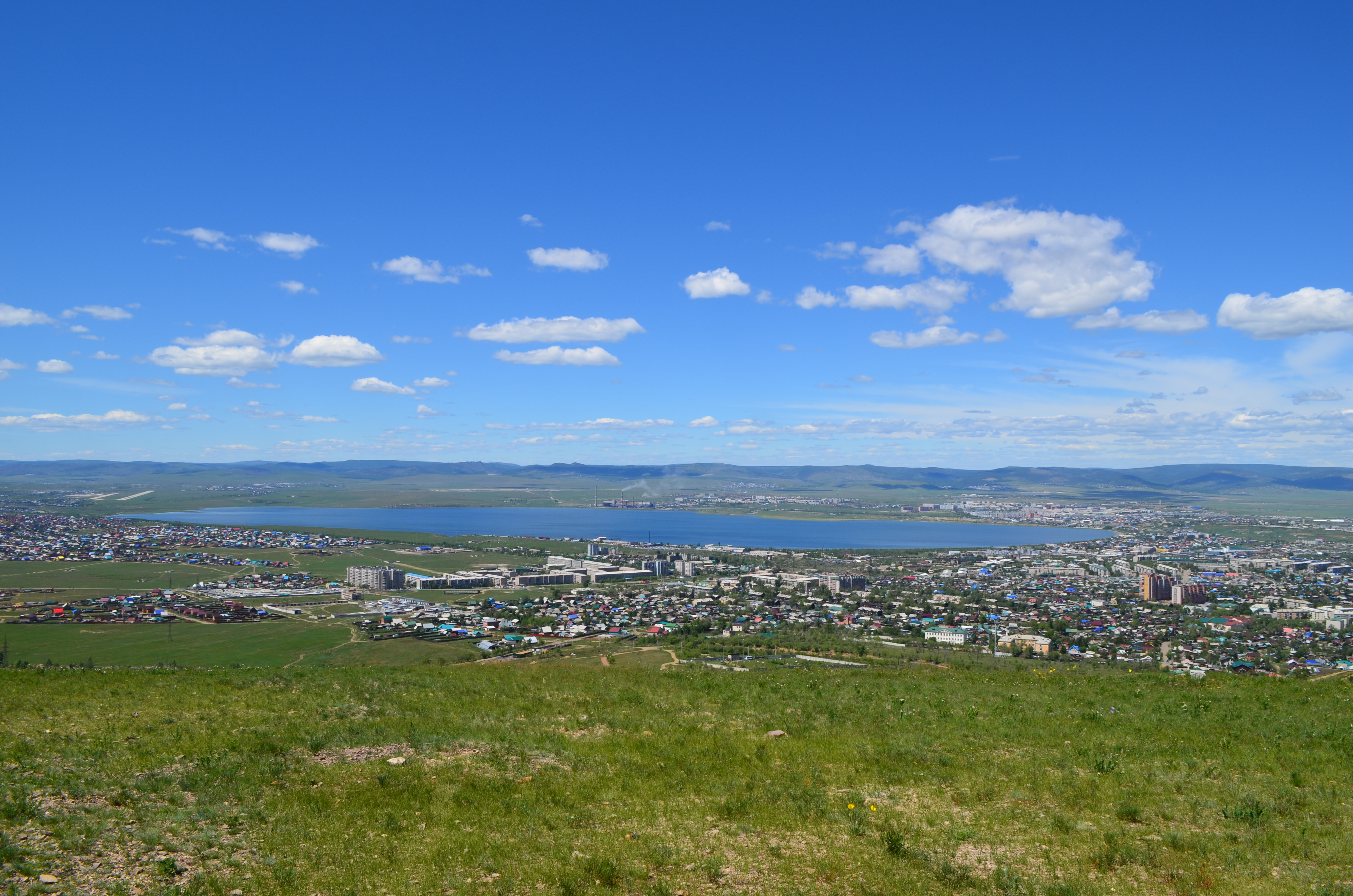

克農湖（俄语：Кенон），是俄羅斯的湖泊，位於該國南部，由外貝加爾邊疆區負責管轄，長5.7公里、寬2.8公里，面積16.2平方公里，海拔高度653米，集水區面積227平方公里，最大水深6.8米。